# Maglia a intarsio

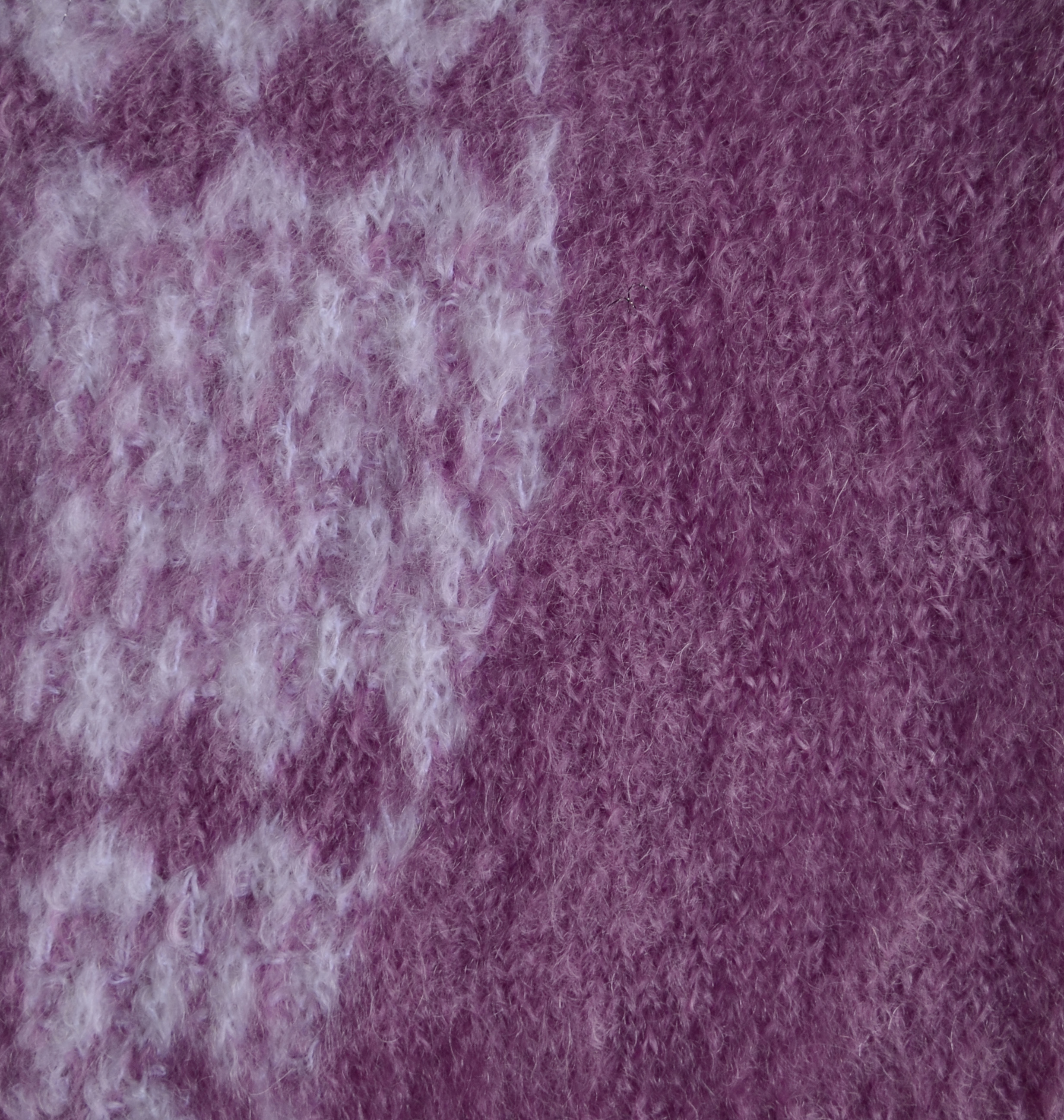
Maglia a intarsio

La maglia a intarsio è un tessuto decorato attraverso motivi "intarsiati", presenti cioè nella struttura di fondo e definiti attraverso il cambio di colore del filato.

## Caratteristiche
Il processo ad intarsio avviene nello stesso rango di maglia, dove il filo di un colore viene sostituito da un secondo filo e poi un terzo, seguendo uno specifico schema di disegno, andando a creare una decorazione dall'aspetto pulito e liscio su entrambe le facce del tessuto, senza la presenza sul rovescio di fili lanciati che potrebbero impigliarsi. Grazie a questa caratteristica, nonostante il suo notevole costo, la maglieria a intarsio è molto apprezzata.
Il motivo a intarsio maggiormente noto è quello a rombi o Argyle.

## Storia
Negli anni '30 Elsa Schiaparelli ha fatto un uso surrealista della maglieria ad intarsio. Anche la stilista Sonia Rykiel utilizza blocchi di colore a intarsio per la creazione di decorazioni trompe l'oeil sui suoi capi. Jean-Charles de Castelbajac, invece, gioca con grandi motivi figurati facilmente riconoscibili anche da lontano.